# Burg Holtzbrinck

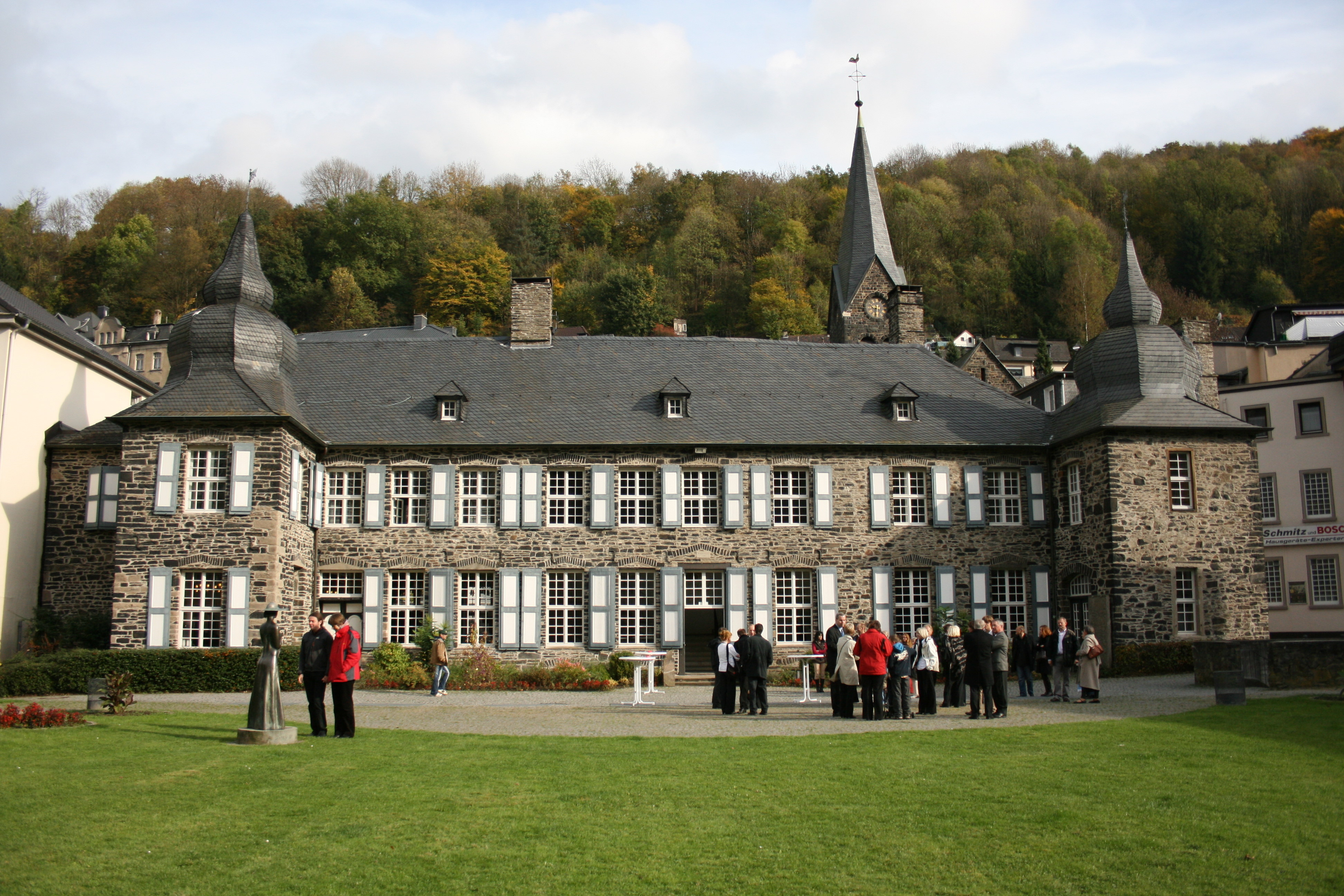
Die Burg Holtzbrinck mit Garten

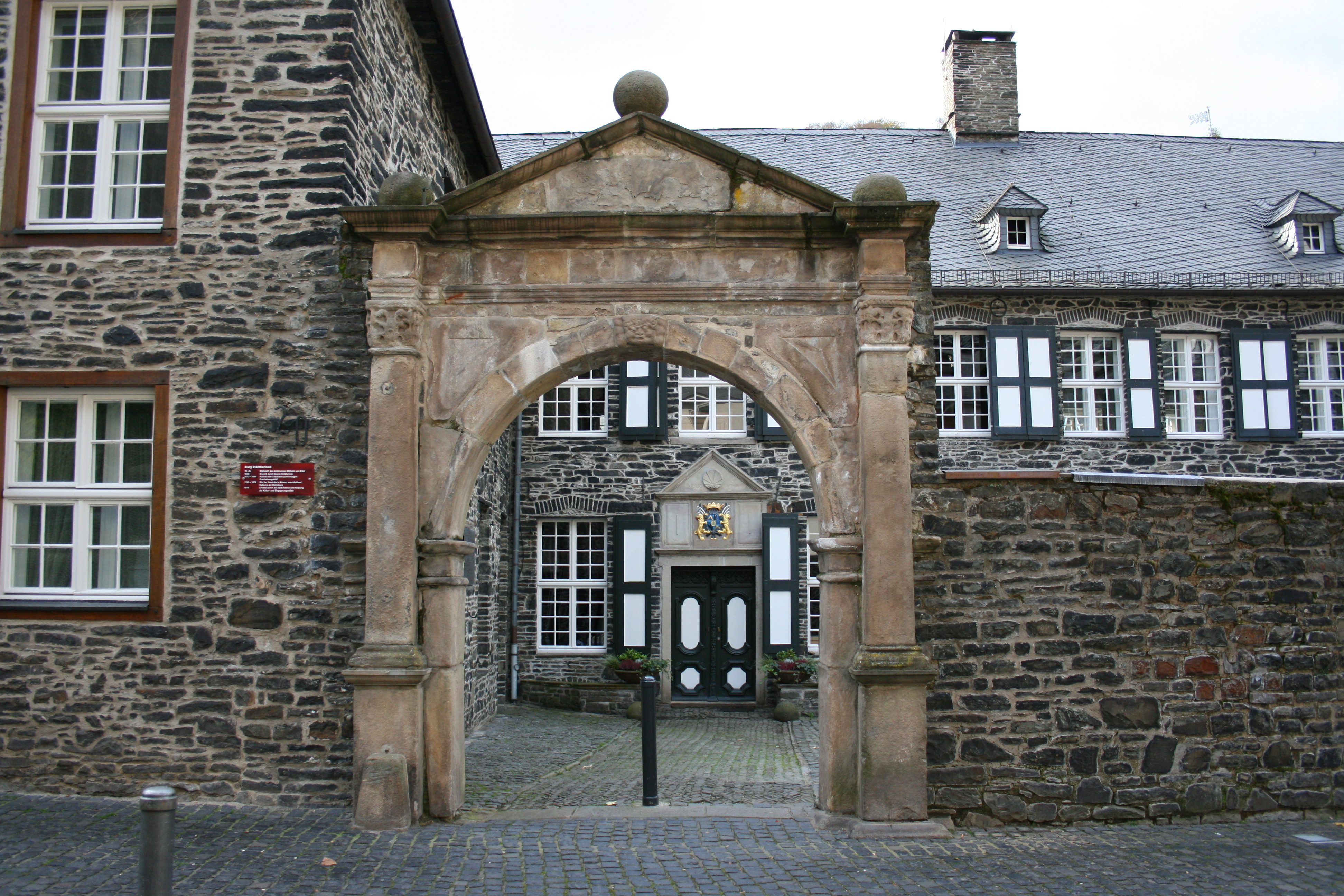
Tor zum Innenhof

Die Burg Holtzbrinck ist eine Begegnungsstätte im Stadtkern von Altena. Den Namen „Burg“ erhielt das Gebäude aufgrund seiner burgartigen Bauweise.

## Geschichte
Die Burg Holtzbrinck ist das älteste Bürgerhaus der Stadt. Das Gebäude wurde erstmals 1643 urkundlich erwähnt, als es der Rentmeister und Freigraf Georg Holtzbrinck (ca. 1610–1664) käuflich erwarb. Der älteste Teil des Hauses stammt aber vermutlich schon aus dem 16. Jahrhundert.
Nach dem Tod von Georg Holtzbrinck übernahm sein Sohn Stephan Johann Holtzbrinck (1636–1703) das Gebäude. Er nahm in der Zeit von 1673 bis 1689 wesentliche Änderungen am Gebäude vor, so dass etwa die heutige Form entstand.
Durch die Heirat von Louise Eva Anna von Holtzbrinck (Enkelin von Arnold Ludwig von Holtzbrinck) mit Hans von Carlowitz ging der Besitz der Burg 1894 an ihn über. Seine zweite Ehefrau Elfriede ließ Renovierungen durchführen sowie die Ställe und Dienstunterkünfte zu Wohnungen umbauen. 1972 verkaufte sie das Gebäude an die Stadt Altena. Danach wurde es in langjähriger Arbeit restauriert und 1976 anschließend zum Bürgerhaus erklärt. In den Jahren 1980 und 1981 wurde vor der Burg eine Tiefgarage errichtet, auf welcher sich ein vor der Burg gelegener Garten im Stil des Rokoko befindet.

## Räumlichkeiten
- Die Begegnungsstätte: Platz für etwa 60 Personen (inkl. Theke und Küche)
- Das Blaue Zimmer (Trauzimmer): Platz für 10 Personen; hier werden Trauungen vollzogen.
- Das Kamin-Zimmer: Platz für 30 Personen
- Der Georg-von-Holtzbrinck-Saal: Platz für 160 Personen

## Trivia
Günter Wallraff beschreibt in einem seiner Bücher die Missstände, unter denen die Angestellten von Elfriede von Carlowitz in ihren Wohnungen auf der Burg lebten.